# Xã Davis, Quận Grant, Arkansas
Xã Davis (tiếng Anh: Davis Township) là một xã thuộc quận Grant, tiểu bang Arkansas, Hoa Kỳ. Năm 2010, dân số của xã này là 359 người.